# 大塘镇 (忻城县)
大塘镇，是中华人民共和国广西壮族自治区来宾市忻城县下辖的一个乡镇级行政单位。

## 行政区划
大塘镇下辖以下地区：
大塘社区、大同村、龙安村、寨南村、九龙村、寨东村、寨北村、兴木村、金山村、六安村、木兰村、敬流村和新村。

## 交通
- 323国道过境。